# Grève
Pour les articles homonymes, voir Grève (homonymie).

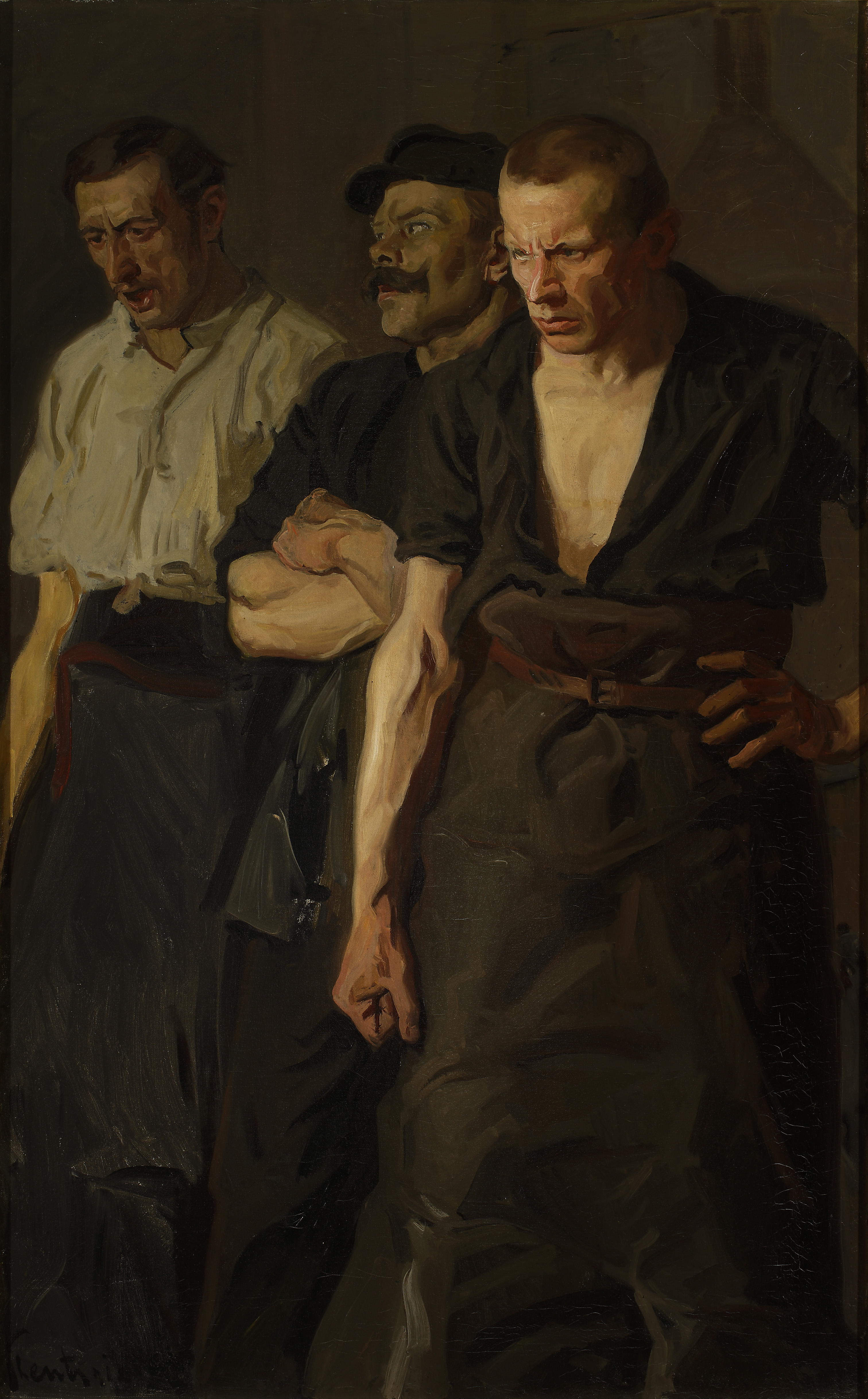
La grève (Strajk), Stanisław Lentz, 1910

La grève est, depuis le XIXe siècle, une action collective consistant en une cessation concertée du travail par les salariés d'une organisation, d'un secteur économique, d'une catégorie professionnelle ou par extension de toute autre personne productive, souvent à l'initiative de syndicats. Cette action vise à appuyer les revendications des salariés en faisant pression sur les supérieurs hiérarchiques ou l'employeur (chef d'entreprise ou patron), par la perte de production (et par conséquent de revenu) que la cessation de travail entraîne. Il s'agit d'une épreuve de force : le gréviste perd de la rémunération alors que l'organisation perd en productivité.
Le statut juridique de la grève est variable selon les pays, de l'interdiction pure et simple (en particulier dans les dictatures), à l'encadrement réglementaire ou législatif. Dans les pays où la grève est légale, elle est en général interdite à certaines professions qui assurent les fonctions régaliennes de l'État ou des services publics élémentaires : militaires, policier, pompiers, etc.

## Histoire

Le soi-disant « Papyrus de la Grève » écrit par Amunnakht, entre 1187 et 1157 av. J.-C., Nouvel Empire. Museo Egizio, Turin.

Les plus anciens mouvements de travailleurs connus, dont l'histoire ait gardé la trace, ont eu lieu dans l'Égypte antique :
- des serviteurs d'un temple de la ville de Thèbes, en 2100 av. J.-C., grève pour deux galettes de nourriture supplémentaires par jour[4].
- révolte d'ouvriers construisant la pyramide de Khéops, vers 2558 av. J.-C., à la suite de la diminution puis de la suppression de l'ail dans les rations quotidiennes[4],[5] ;
- grève des ouvriers de Deir-el-Medineh construisant les monuments de la vallée des Rois, employés par Ramsès III en l'an 29 de son règne (environ 1155 av. J.-C.), à la suite des retards de ravitaillement[6]. Cette grève a duré environ six mois et s'est apparemment terminée par la satisfaction des revendications[7].

L’histoire de l’université de Paris fait état de diverses grèves dès le XIIIe siècle (grève de 1229).

### États-Unis
L'apogée du mouvement ouvrier aux États-Unis se situe à la fin du XIXe siècle et dans la première moitié du XXe siècle : entre 1881 et 1905, on dénombre 37 000 grèves dans le pays. En 1919, 2 665 grèves réunissent quatre millions de salariés. En 1946, cinq millions de salariés sont en grève. Noam Chomsky souligne de son côté combien « l'histoire américaine des relations de travail est inhabituellement violente, beaucoup plus que dans d'autres sociétés industrialisées » et cite les estimations de Patricia Sexton dans son livre The War On Labor And The Left (1992) qui parle de 700 grévistes tués et des milliers de blessés de 1877 à 1968 alors qu'on ne compte qu'un seul gréviste tué en Grande-Bretagne depuis 1911.
Quelques grèves majeures aux États-Unis :
- juillet 1877 : ouvriers du rail. À Chicago, des affrontements entre la police et les grévistes eurent lieu sur South Halsted Street et firent 18 morts[12].

- 1er mai 1886 : environ 200 000 travailleurs se mettent en grève pour obtenir la journée de huit heures. À Chicago, les ouvriers se rassemblèrent à l'usine Mc Cormick pour revendiquer la journée de huit heures de travail quotidien, pour laquelle une grève générale mobilisant 340 000 travailleurs avait été lancée. Deux jours plus tard, les policiers tuèrent deux grévistes[13] ce qui déclencha des émeutes qui firent plusieurs morts. Sept policiers furent tués par l'explosion d'une bombe (Massacre de Haymarket Square). Quatre anarchistes furent exécutés en 1887[14],[15]. Le 1er mai servit de référence à la IIe Internationale pour la journée internationale pour la journée de 8 heures.

- 1894 : les grévistes des usines de la Pullman Company dénoncèrent les baisses de salaire en 1894. À la suite de la répression organisée par le maire et le président américain Grover Cleveland[16], 12 ouvriers furent tués.

- 11 janvier 1912 : grève dans les usines textiles de l’American Wollen Company à Lawrence (Massachusetts). L’IWW organise des défilés et des rassemblements qui réunissent 50 000 personnes. Après des affrontements avec la police qui font un mort (Anna LoPizzo, 28 janvier), la loi martiale est décrétée.

10 février : les enfants des grévistes de Lawrence sont envoyés dans des familles d’accueil pour permettre à leurs parents de poursuivre le mouvement.
1er-12 mars : l’American Wollen Company finit par accorder aux grévistes de Lawrence de 5 à 11 % d’augmentation de salaire, 25 cents pour les heures supplémentaires, et s’engage à ne prendre aucune mesure contre les grévistes.
4 mars : la fin de la grève est votée par 10 000 grévistes présidés par Bill Haywood.
- 8 septembre 1965 : début de la grève des ouvriers agricoles de Delano avec César Chávez.

- 5 août 1981 : la grève initiée deux jours plus tôt par la Professional Air Traffic Controllers Organization aboutit au licenciement par l'administration Reagan de 11 345 contrôleurs aériens qui avaient refusé de reprendre le travail comme l'avait ordonné le président américain[17],[18].

- Grève des Teamsters chez UPS.

- 2007 : grève de la Writers Guild of America.

### France

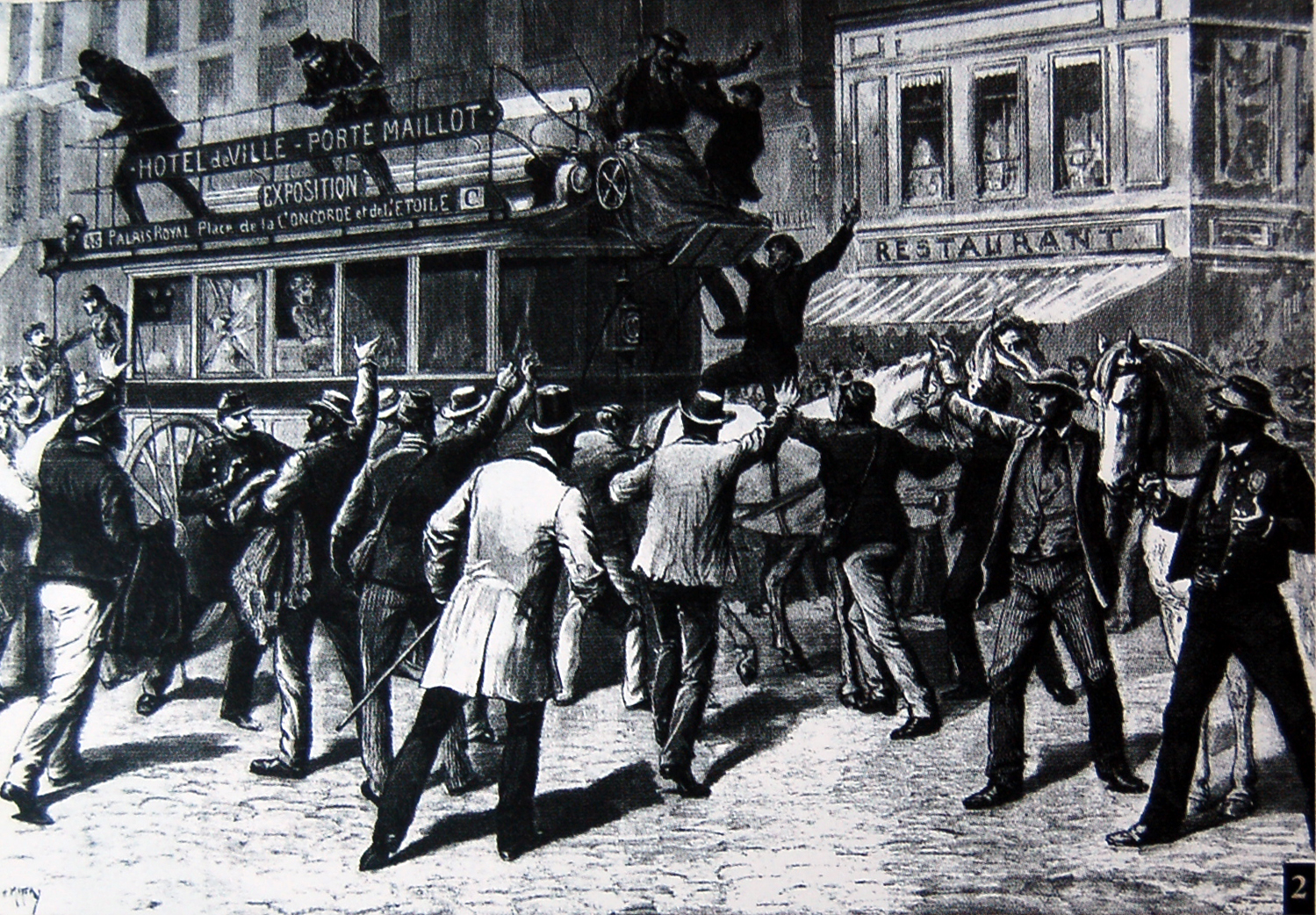
Grève des transports à Paris en 1891, un omnibus est pris d'assaut

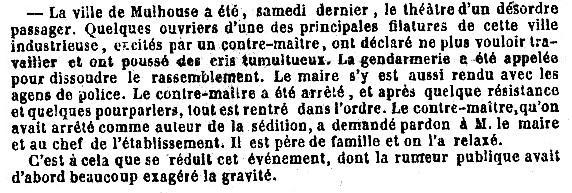
Une grève à Mulhouse en mars 1836

Le mot français « grève » tire son nom de la place de Grève à Paris. Cette place, située en bord de Seine sur la rive droite devant l'hôtel de ville, était un des principaux points d'accostage des bateaux, car bordée d'une plage de sable. Les hommes sans emploi y trouvaient une embauche facile pour les chargements et déchargements,.
La grève implique en premier lieu l'arrêt du travail. Elle peut par ailleurs se concrétiser par le blocage de l'outil de production, par des mesures destinées à gagner l'opinion publique (salariés d'EDF qui reconnectent les déconnectés ou basculent les compteurs en tarif de nuit, salariés de France Télécom qui permettent des appels gratuits…), par des manifestations, et dans certains cas par des actions illégales voire pénalement répréhensibles, comme le chantage environnemental ou la séquestration de membres de la direction. La grève ne prend pas nécessairement une tournure aussi spectaculaire ; il peut s'agir tout simplement d'un arrêt de travail de quelques heures, par exemple pour faire remonter à la direction un conflit avec l'encadrement.
La coalition qui précède la grève a longtemps été interdite, conséquence de l'abolition des corporations et de la promulgation sous la Révolution de la loi Le Chapelier du 14 juin 1791. Dès le début du XIXe siècle, le Consulat de Napoléon Bonaparte réprime la coalition et la rend passible d'emprisonnement jusqu'à trois mois, par l'article 7 de la loi du 22 germinal an XI (12 avril 1803) proscrivant ainsi « toute coalition de la part des ouvriers pour cesser en même temps de travailler, interdire le travail dans certains ateliers, empêcher de s'y rendre et d'y rester avant ou après de certaines heures, et en général pour suspendre, empêcher, enchérir les travaux ». Il faut noter que cette loi n'interdit pas la grève mais la coalition qui précède la grève. À partir de 1864, sous l'Empire libéral, la coalition qui précède la grève est autorisée. Les grèves ont été encore plus longtemps interdites aux fonctionnaires. Cependant, à la suite de la Libération en 1944, et en réaction contre tous les interdits imposés par l'occupation nazie et le régime de Vichy, la Constitution de 1946 autorisa la grève des fonctionnaires, à l'exception de certains agents d'autorité, « dans le cadre des lois qui la réglementent », d'où l'obligation du préavis de grève.
En France, les grandes grèves « ont généré la production de droits nouveaux » qualifiés de « conquêtes » ou d'« avancées » sociales : la grève générale de juin 1936 permit l’obtention des congés payés, ainsi que la reconnaissance des conventions collectives et des délégués du personnel. La réduction du temps de travail a été une lutte importante du mouvement ouvrier depuis le XIXe siècle - la création en 1889 du 1er mai comme journée annuelle de grève ayant pour but la réduction de la journée de travail à 8 heures (voir loi des 8 heures).
La grève peut aussi être un outil pour défendre la démocratie : grève du 12 février 1934 contre le fascisme, grèves pendant l’occupation, grèves en 1961 contre les militaires putschistes, etc. La grève n’est alors « plus simplement l’un des produits de la démocratie moderne ; elle est aussi garante de la démocratie politique ».
Les grèves sont, avec les manifestations et les pétitions, un des moyens privilégiés par les syndicats français et les salariés pour défendre les acquis sociaux tels que les conditions de retraite, la sécurité sociale ou le système éducatif public, ainsi que pour obtenir des hausses des salaires et des améliorations des conditions de travail.
Les grèves de non salariés se développent : médecins, routiers, buralistes, chauffeurs de taxis… Ces actions diffèrent des grèves classiques dans la mesure où ces professions libérales ou ces artisans sont leurs propres employeurs. Le conflit les oppose dans ce cas au législateur. Il existe également le phénomène des grèves étudiantes, mobilisations collectives au cours desquelles les étudiants votent la grève en Assemblées générales, et cessent donc d'aller en cours (comme les autres grèves, ces mouvements s’accompagnent parfois de la mise en place de piquets de grève). Il ne s'agit pas de grève au sens traditionnel ni au sens juridique du terme puisque étudier n'est pas une activité salariée ni productrice. Cependant, les syndicats étudiants considèrent les étudiants comme des travailleurs en formation, donc que leur grève serait un moyen de pression sur leurs futurs employeurs.
Sous la pression d’un chômage de masse progressivement installé, les grèves ont diminué dans le secteur privé. Par ailleurs, plus l’entreprise est petite, plus les grèves sont rares. La grève en France est majoritairement le fait de la fonction publique. En 1989 près de 70 % des jours de grève recensés l'étaient dans la fonction publique.
L'historien Gérard Noiriel souligne qu'il est plus difficile aujourd'hui pour les grèves de tenir dans la durée qu'auparavant : « À la fin du XIXe siècle, les grèves pouvaient durer jusqu’à un an grâce à l’autonomie dont disposaient encore les ouvriers. Dans la grande industrie, beaucoup d’entre eux étaient encore proches de la terre. Souvent, ils profitaient de la grève pour aller donner un coup de main aux paysans. En retour, la communauté villageoise était solidaire. C’est la grande époque des « soupes communistes », une forme de solidarité qui était efficace quand les ouvriers n’étaient pas totalement pris dans les filets du salariat. L’un des grands problèmes que rencontrent aujourd’hui les syndicats tient au fait que les salariés ne peuvent pas se permettre des grèves très longues car la plupart d’entre eux sont enchaînés au crédit ».
Depuis les grèves de 2003, les gouvernements successifs ont adopté plusieurs mesures visant à faire face à d'éventuels blocages : retrait immédiat de permis de conduire par la police pour les chauffeurs routiers lorsqu’ils cherchent à bloquer la circulation ; recours à la réquisition dans les raffineries et, depuis 2010, constitution préalable de stocks. Cette politique s’est étendue au droit de manifester, avec une stratégie répressive exercée contre le mouvement anti-loi travail en 2016, et plus encore contre les gilets jaunes en 2018 et 2019. Une stratégie de la tension a été adoptée dans le maintien de l’ordre, par l’utilisation massive de grenades et de gaz lacrymogènes et par le « nassage » des manifestants.

### Suisse
La grève générale de 1918 fut une crise politique majeure de la Confédération suisse. Bien que réprimée par l'armée, certaines de ses revendications sont cependant appliquées les années suivantes.

### Eurogrève
En 1997, la direction de Renault décide de la fermeture d'un des sites historiques de la marque au losange en Belgique : Renault Vilvorde. 3 100 emplois sont directement supprimés, 4 000 chez les fournisseurs et les sous-traitants. Renault venait d'être élue par les Français marque du siècle en décembre 1996, à la veille de son centième anniversaire et avait une image de laboratoire social.
L'entreprise voit son action grimper de 13 % à Paris la première séance faisant suite à l'annonce de la fermeture du site. L’image de l'entreprise se ternit et en mars 1997, des dizaines de milliers de personnes, dans plusieurs pays de l’Europe des Quinze, s'unissent pour la première « eurogrève ».

## Économie

### Coût économique des grèves
La question du coût économique des grèves est parfois posée.
- Les sociétés dont les salariés font grève voient leur production et leur revenu diminuer ; en même temps, les salaires des grévistes ne sont pas payés. Le résultat net est le plus souvent négatif, donc représente un coût pour l'entreprise en question, car la valeur marchande nette perdue est généralement supérieure à la réduction du coût de la main d'œuvre durant le conflit.
- Les salariés grévistes subissent le même double effet : pas de salaire durant les grèves mais aussi réduction de certaines dépenses liées au travail (par exemple pas ou moins de déplacement). Il est probable que l'effet net total est sans doute là aussi négatif.
- Il est extrêmement plus délicat de tirer des conclusions pour les autres acteurs de la vie économique indirectement touchés par les grèves. Ainsi, lors d'une grève des transports, certains secteurs voient leur chiffre d'affaires augmenter (les moyens de transport alternatifs comme Vélib ; les sociétés de vente à distance), et corrélativement les salariés de ces secteurs en bénéficient. En revanche, beaucoup d'usagers ne peuvent se rendre sur leur lieu de travail.

### Nombre de journées non travaillées
Le nombre de journées non travaillées du fait des grèves est très variable selon le pays. Le tableau suivant donne le nombre annuel moyen de jours de travail non travaillés pour 1 000 travailleurs dans plusieurs pays de l'Union européenne entre 1999 et 2007 (données Eurostat) :
| Pays ou zone     | Nombre de journées non travaillées (par an de 1999 à 2007, pour 1 000 travailleurs) |
| ---------------- | ----------------------------------------------------------------------------------- |
| Espagne          | 133,59                                                                              |
| France           | 103,38                                                                              |
| Italie           | 79,59                                                                               |
| Belgique         | 68,55                                                                               |
| Union européenne | 45,38                                                                               |
| Allemagne        | 40,38                                                                               |
| Royaume-Uni      | 25,05                                                                               |
| Pays-Bas         | 8,33                                                                                |

## Types de grève
Différents modes de grèves ont été inventés au cours de l'histoire :
- grève tournante : grève concertée entre tous ou une partie des salariés qui se relaient pour faire grève de façon que les effectifs de travail ne soient jamais au complet sans trop de pertes de salaire.
- grève perlée : se traduit par un ralentissement volontaire de l'activité. Ce n'est pas une grève au sens juridique du terme, mais une inexécution de ses obligations contractuelles de la part du salarié. Ce type d'action est illégal en France[34],[35].
- grève du zèle : consiste à appliquer les règlements dans leurs moindres détails. Avantage pour le gréviste : il réalise son travail, donc cette action est licite (cas des douaniers ou des professionnels pour lesquels la grève est interdite) et il perçoit son salaire, mais il fait tendre sa productivité vers zéro. En France la grève du zèle est prohibée dans la fonction publique[36].
- grève sauvage : cessation collective, volontaire et concertée du travail, en dehors de toute consigne syndicale, par des salariés refusant d'astreindre leurs revendications au seul cadre de leurs préoccupations professionnelles.
- grève de langue : Liadh Ní Riada, membre du Parlement européen et du parti Sinn Féin a fait une grève de langue (stailc teanga[37]) pour protester contre le statut de deuxième classe pour la langue irlandaise.Une grève sauvage d'enseignants, dans un État du Mexique, déboucha sur une révolte générale en 2006.

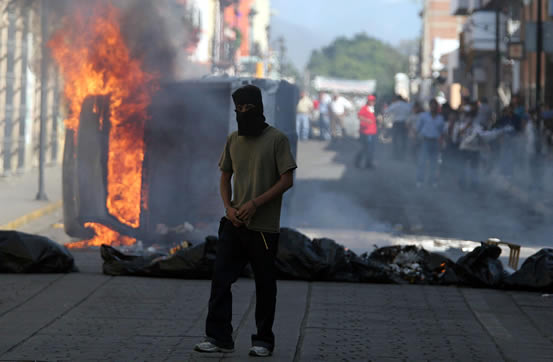
Une grève sauvage d'enseignants, dans un État du Mexique, déboucha sur une révolte générale en 2006.

- grève générale : grève regroupant l'ensemble ou la grande majorité des travailleurs d'un pays autour des mêmes revendications principales.
- grève de la faim : méthode parfois utilisée dans des cas particulièrement tragiques, par exemple par des sans-papiers ou des prisonniers désespérés ; elle a généralement un caractère politique. Il existe aussi des grèves de la soif.
- « grève à la japonaise » : cessation collective du travail durant laquelle les grévistes mécontents portent un brassard durant leurs heures de travail ; ils affichent parfois leurs revendications.
- grève solidaire : cessation collective du travail d'une partie des salariés visant à soutenir, par solidarité, les revendications d'une autre catégorie de travailleurs en grève.
- grève avec piquets de grève : les grévistes se réunissent devant le lieu de travail. Dans le cas où le piquet de grève empêche physiquement les non grévistes d’aller travailler, ce type de grève est illicite en France.
- grève avec occupation : conflit collectif du travail au cours duquel les salariés grévistes occupent les locaux ; les premiers cas en France ont eu lieu durant les grèves de 1936, qui ont abouti à l’obtention des congés payés.
- La grève politique : ce type de grève se donne pour objet, non d’infléchir la position prise par l’employeur sur des revendications professionnelles mais d’affirmer une position politique. Souvent déclenchée par un projet de loi en cours de discussion à l'assemblée, son objectif est d'infléchir les positions des députés, et indirectement du gouvernement en place. N'obéissant plus à une logique de pression sur des supérieurs hiérarchiques ou sur l'employeur, la grève politique est rattachée d’un point de vue légal, en France, à un « usage abusif » du droit de grève (même si en pratique elle est en fait parfois autorisée[38]).
- La grève de 59 minutes.
- La grève au finish: Le désir affiché est de mener la grève dans la durée (par piquet de grève ou tout autre moyen), le terme finish désignant de manière elliptique l'obtention des revendications, ou la faillite de l'entreprise[39]. Le but avoué n'est pas de couler l'entreprise, même si elle y parvient quelquefois comme ce fut le cas dans une grève au finish réalisée, durant six mois, contre la S.A. des Usines à Cuivre et à Zinc de Liège en 1986, conduite par la Fédération générale du travail de Belgique (FGTB) et la Confédération des syndicats chrétiens (CSC), décrite volontiers par la suite comme une forme de suicide collectif d'une entreprise et de ses ouvriers[40], la liquidation de l'entreprise qui s'ensuivit en 1992, à cause de l'obstination de la direction et des syndicats, fit perdre leur emploi aux 810 personnes qui y travaillaient encore. La presse belge se fait encore régulièrement le relais de grèves au finish qui n'en ont plus que le nom[réf. nécessaire].

## Droit de grève dans le monde
Le Pacte international relatif aux droits économiques, sociaux et culturels garantit le droit de grève. Il en est de même avec la Charte sociale européenne.

### Allemagne
En Allemagne, les syndicats et les entreprises concluent des conventions collectives (Tarifvertrag). Ces conventions fixent également le salaire minimum des employés. Durant la période de validité d'une telle convention, les grèves sont interdites. Lorsque les syndicats et les entreprises n'arrivent pas à se mettre d'accord sur une nouvelle convention, les employés peuvent décider de faire la grève.
La grève est interdite aux fonctionnaires. Cette interdiction a été confirmée par le Tribunal constitutionnel fédéral le 12 juin 2018 : ce principe fondamental reconnu par le droit allemand s'impose au législateur. L'interdiction est justifiée par le principe de loyauté du fonctionnaire (Treuepflicht) et est la contrepartie du traitement qu'il perçoit (Alimentationsprinzip).

### France

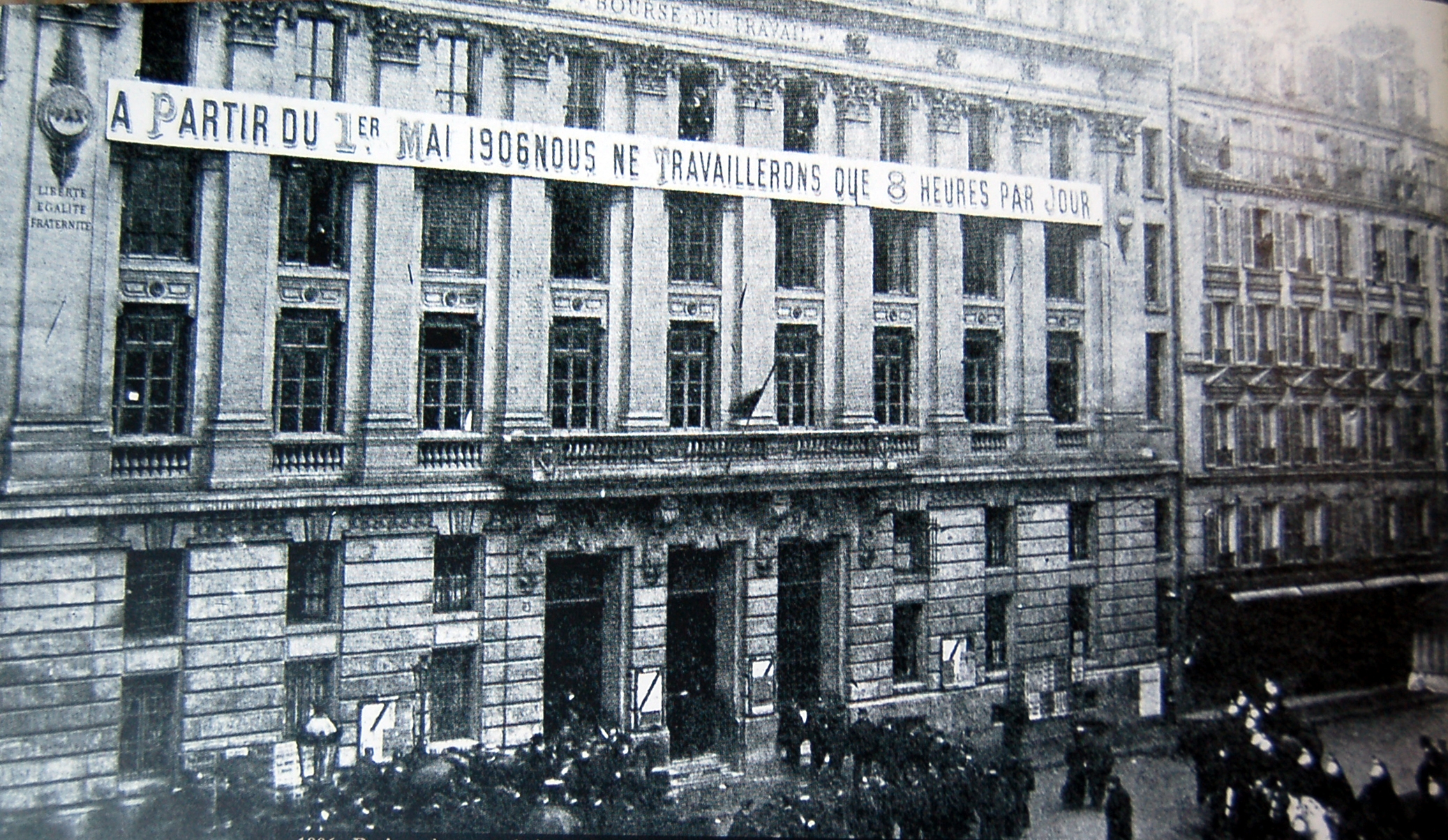
Grève en France pour les 8 heures maximum de travail par jour (1906).

Le droit de grève a commencé à être reconnu depuis la loi Ollivier du 25 mai 1864 (avec des restrictions).
La première grève nationale de revendication a lieu en 1906 pour obtenir la journée de 8 heures (c’est-à-dire la réduction du temps de travail). Le 8 mars 1907, la grève des électriciens parisiens plonge la capitale dans le noir.
En 1946, la grève est un droit reconnu par la Constitution. Le préambule de la Constitution de 1946 énonçait : « Le droit de grève s’exerce dans le cadre des lois qui le réglementent. », en faisant un « principe particulièrement nécessaire à notre temps ». La constitution de la Cinquième République ne prévoit pas le droit de grève mais le Conseil constitutionnel a décidé dans une décision du 16 juillet 1971 de donner valeur constitutionnelle au préambule de la Constitution de 1946 et donc au droit de grève qui y est inscrit. Pour ce qui concerne les fonctionnaires, ce droit fut affirmé et précisé en 1950 par un arrêt du Conseil d'État, l’arrêt Dehaene du 7 juillet 1950.
Mais par ailleurs, la notion de grève est quasiment absente des lois et règlements. L'article L. 2511-1 du Code du travail indique juste que le salarié ne peut pas être pénalisé pour avoir fait grève. Le point principal réside en fait dans l'intitulé du titre du code : « Conflits collectifs » ; cela indique qu'il faut être au moins deux pour faire grève même si le droit de grève n'en reste pas moins un droit individuel et non collectif. Contrairement à des idées reçues, il n'y a aucune nécessité de faire une assemblée de salariés ou de déposer un préavis à l'avance. À noter toutefois que depuis le 1er mars 2008 en application de l'article 14 de l'ordonnance 2007-329 du 12 mars 2007, la cessation concertée du travail doit être précédée d'un préavis de grève déposé par une organisation syndicale représentant au niveau national ou de l'entreprise le service cessant le travail. Cette disposition ne concerne que les fonctionnaires et les salariés d'un établissement public administratif, industriel et commercial ou d'une entreprise privé chargée d'un service public comme le dispose les articles L. 2512-1 et L. 2512-2 du Code du travail. Par contre, il est interdit à l'employeur de « casser une grève » en ayant recours à l'intérim (art. L. 1251-10 du Code du travail) ou à des contrats à durée déterminée (art. L. 122-3 CT), et il ne peut embaucher des personnes sous contrat à durée indéterminée que si ces personnes peuvent être gardées après la fin de la grève ; par contre, il peut avoir recours à des bénévoles ou à des entreprises extérieures[réf. nécessaire].
Le droit de grève connait des limites que la jurisprudence fixe à travers deux méthodes. D'une part, n'est grève que ce qui entre dans la définition juridique de la grève. D'autre part sont illicites les grèves commises abusivement. L'abus de droit n'est pas à comprendre ici dans le sens de mise en œuvre d'un droit dans le but exclusif de nuire mais comme emploi du droit hors de sa fonction sociale : le droit de grève « ne peut être mis qu'au service d'intérêts professionnels qui en constituent le motif légitime ». Sont illicites notamment les grèves politiques (les grèves doivent émettre des revendications sociales et non politiques), certaines formes particulières de grèves (grèves perlées, grèves tournantes dans la fonction publique…) en tant qu'abus du droit de grève. La loi fixe des modalités plus restrictives pour les services publics, dans ses articles L. 2521-2 à L. 2521-6 (voir ci-dessous).
De même, le droit de grève peut se heurter au délit d'entrave (article L. 2328-1) si la grève empêche certains salariés d'effectuer leur travail.
La grève consiste à cesser le travail de manière concertée et collective, et elle s'accompagne parfois de piquets de grève, visant à convaincre les salariés non-grévistes de rejoindre la grève. Ceux-ci sont légaux dans la mesure où ils ne sont pas accompagnés d'occupation ou d'un blocage total de la production en empêchant les salariés non grévistes de disposer de leur outil de travail, le plus souvent. En effet, ces dernières formes d'action heurtent un autre principe constitutionnel, celui de la liberté du travail, et sont passibles de sanctions pénales (Cass. soc., 8 décembre 1993, no 81-14238).
Dans les services publics, une loi a instauré en outre une obligation de préavis de cinq jours et interdit les grèves tournantes (loi du 31 juillet 1963). La controverse sur les grèves dans les services publics vient du fait qu'il y a conflit entre le droit de grève et le principe de continuité du service public, qui sont deux principes à valeur constitutionnelle que les tribunaux doivent concilier (Décision no 79-105 DC du 25 juillet 1979).
L'instauration d'un service minimum effectif dans les transports en commun, et plus généralement dans les services publics, est souvent proposée par les partis de droite. Le service minimum est déjà prévu légalement, avec des effets divers selon les secteurs. Il entrerait en contradiction avec le droit de grève qui est considéré comme un droit fondamental des salariés. Jusqu'ici, le législateur n'a pas su trouver une formule conciliant ce droit et celui de continuité du service public. Certains pays européens, notamment l'Espagne, le Royaume-Uni, l'Allemagne et l'Italie ont adopté des lois assez contraignantes en la matière[réf. souhaitée].
Indépendamment du principe de service minimum, se développent dans les transports publics (en premier la RATP puis la SNCF) des dispositifs de prévention des conflits qui ont pour objectif via la discussion de résoudre les conflits sans passer par la grève. Un tel dispositif ne remet pas en cause le droit de grève et a pour objectif de résoudre les conflits par la discussion et le compromis. Des critiques du service minimum pointent la non applicabilité de ces mesures : les grèves auraient lieu qu'elles soient légales ou non.
Certaines professions n'ont pas le droit de grève, ou un droit restreint : gardiens de prison, gendarmes, militaires, pompiers… Dans d'autres professions (santé, éducation nationale…), les personnels grévistes peuvent être réquisitionnés.
Les étudiants et lycéens, bien que ne pouvant faire grève au sens strict ou juridique du terme, votent parfois des grèves étudiantes, c'est-à-dire des mouvements collectifs de protestation qui en 2006 ont par exemple fait reculer le gouvernement sur le projet de CPE, un des volets de la loi pour l'égalité des chances. Des lycéens se sont aussi mis en grève pour protester contre la réforme Fillon. Le droit français ignore la notion de grève étudiante.

### Royaume-Uni
Depuis l'ère Thatcher, le droit de grève est « strictement encadré » notamment au travers des Employment Acts de 1980 et 1982. La grève peut être considérée comme une faute et les grévistes licenciés.
Selon un rapport parlementaire français, « les syndicats doivent envoyer au domicile des salariés un bulletin de vote financé par eux ; la décision de faire grève doit être adoptée à la majorité par un vote par correspondance et à bulletin secret ; le conflit ne peut concerner que des matières limitativement énumérées, telles que les conditions d’emploi, l’embauche, le licenciement, la répartition du travail, l’affiliation syndicale, les règles de discipline ou les procédures de consultation des salariés ».
Lors de la grève sans préavis de deux heures du 9 août 2005 observée à Londres par les salariés du groupe de restauration aérienne Gate Gourmet, la plupart des 670 grévistes ont été licenciés sur-le-champ. La direction avait selon les employés sciemment encouragé à la grève pour mieux réduire ses emplois et selon British Airways, qui subit un lourd impact financier à la suite de la grève de ce sous-traitant, la grève pourrait avoir servi les intérêts du patron de la maison-mère de Gate Gourmet qui se trouve être un des dirigeants du concurrent Ryanair.
La grève de solidarité est aussi en principe interdite par l'Employment Act de 1982. Une enquête a donc été entreprise[réf. souhaitée] contre les salariés de British Airways qui ont fait grève contre le licenciement des grévistes de Gate Gourmet sans vote préalable et par solidarité.
Les piquets de grève sont limités à six personnes pour qu'ils n'empêchent pas les non-grévistes de travailler.
Cette législation a divisé par dix le nombre de grève entre les années 1970 et les années 1980. Elle est « régulièrement dénoncée par l’Organisation internationale du travail (OIT) comme une atteinte aux droits fondamentaux des travailleurs ».
Le 11 juin 2009, Total a pu procéder au licenciement de près de 900 salariés qui menaient une grève jugée illégale,.

### Suisse
En Suisse, le droit de grève est garanti et limité par l'article 28 de la Constitution fédérale. Une grève n'est légale qu'avec des revendications en lien aux relations de travail, après avoir tenté une conciliation, ainsi qu'en agissant de manière collective et proportionnée,. De nombreuses branches disposent de Conventions collectives de travail excluant le recours à la grève, constituant une « paix du travail ».

#### Littérature
- Émile Zola, Germinal, 1885
- Hippolyte Verly, Les victimes de la grève, 1902, 141 p.
- Maxence Van der Meersch, Quand les sirènes se taisent, 1933
- Murielle Szac, La Grève, Seuil Jeunesse, 2008

#### Philosophie
- Karl Marx, Misère de la philosophie, 1847

### Filmographie
- La Reprise du travail aux usines Wonder, réalisé par des élèves de l'IDHEC, France 1968 – Un court métrage de reportage sur la reprise aux usines Wonder à la fin de mai 68. Réalisation : Jacques Willemont et Pierre Bonneau.
- Coup pour coup, réalisé par Marin Karmitz en 1971. Ce film décrit une grève d'ouvrières dans un atelier de couture qui s'est réellement déroulée à Troyes.
- Tout va bien, réalisé en 1972 par Jean-Luc Godard.
- Dockers, documentaire de Ken Loach, 1997, 35 mm, couleur, Angleterre
- Les Lip, l'imagination au pouvoir, documentaire de Christian Rouaud sur l'affaire Lip, 2007
- We Want Sex Equality, long métrage britannique de Nigel Cole, 2010. Histoire vraie traitant de la première grève des ouvrières d'une usine Ford au Royaume-Uni, pour une égalité salariale totale avec les hommes.
- Pride, long métrage britannique réalisé par Matthew Warchus, sorti en 2014. Basé sur les grèves des mineurs britanniques sous le gouvernement Thatcher, il met en scène la solidarité d'un groupe d'homosexuels, Lesbians and Gays Support the Miners, souhaitant soutenir les grévistes.
- En Guerre, film de Stéphane Brizé sorti en 2018 qui suit l'histoire fictive de la grève du personnel d'une usine qui va être fermée par la direction pour cause de rentabilité.
- On va tout péter, film de Lech Kowalski, film documentaire sorti en 2019.